# 11514 Tsunenaga
11514 Tsunenaga (1991 CO1) là một tiểu hành tinh vành đai chính được phát hiện ngày 13 tháng 2 năm 1991 bởi M. Koishikawa ở Sendai Astronomical Observatory Ayashi station.